# Queen’s Nympton
Queen’s Nympton – civil parish w Anglii, w hrabstwie Devon, w dystrykcie North Devon. W 2001 roku civil parish liczyła 32 mieszkańców.